# Hailey Duff
Hailey Duff (Auckland, Nueva Zelanda, 24 de enero de 1997) es una deportista británica que compite por Escocia en curling.
Participó en los Juegos Olímpicos de Pekín 2022, obteniendo una medalla de oro en la prueba femenina. Ganó dos medallas en el Campeonato Europeo de Curling, en los años 2021 y 2022.

## Palmarés internacional
| Representando al Reino Unido |                       |                   |        |
| Juegos Olímpicos             |                       |                   |        |
| Año                          | Lugar                 | Medalla           | Prueba |
| 2022                         | Pekín (China)         | Medalla de oro    | Equipo |
| Representando a Escocia      |                       |                   |        |
| Campeonato Europeo           |                       |                   |        |
| Año                          | Lugar                 | Medalla           | Prueba |
| 2021                         | Lillehammer (Noruega) | Medalla de oro    | Equipo |
| 2022                         | Östersund (Suecia)    | Medalla de bronce | Equipo |